# Menský rajón
Menský rajón (ukrajinsky Менський район) byl rajón v Černihivské oblasti na Ukrajině. Hlavním městem byla Mena a rajón měl přibližně 35 tisíc obyvatel. 

## Sídla v rajónu
- Berezna
- Makošyne
- Mena